# Neoarcheano
Il Neoarcheano è la quarta e ultima era geologica dell'eone Archeano. Va da 2,8 a 2,5 miliardi di anni fa. Il periodo è definito cronologicamente e non corrisponde a uno specifico livello stratigrafico di sezioni rocciose sulla terra. Non ha quindi un GSSP definito dalla Commissione Internazionale di Stratigrafia.
L'era precedente è il Mesoarcheano. L'eone successivo è denominato Proterozoico e inizia con l'era del Paleoproterozoico.

## Eventi significativi
Stabilizzazione dei moderni cratoni. Possibile evento di capovolgimento del mantello.

## Produzione dell'ossigeno
In quest'era i cianobatteri migliorarono il meccanismo della fotosintesi che portò alla produzione, come sottoprodotto, dell'ossigeno. Il nuovo gas così liberato cominciò a reagire con tutti i composti in grado di subire una reazione ossidativa, modificando la costituzione rocciosa della crosta terrestre. Successivamente, il progressivo accumulo di ossigeno non reagito nell'atmosfera risultò dapprima tossico e infine letale per le forme di vita anossica che si erano sviluppate fino a quel momento in un'atmosfera ricca di metano e anidride carbonica. Tale evento, noto come la catastrofe dell'ossigeno, portò all'estinzione della maggior parte delle forme di vita anossica nel successivo periodo Sideriano, di cui alcune sopravvissero in ambienti rimasti privi di ossigeno o diventarono anaerobi facoltativi.